# Simalia kinghorni
Simalia kinghorni är en ormart som beskrevs av Stull 1933. Simalia kinghorni ingår i släktet Simalia och familjen pytonormar. Inga underarter finns listade i Catalogue of Life.
Arten förekommer i delstaten Queensland i Australien samt på några tillhörande öar. Honor lägger ägg.